# Coronel Brandsen
Coronel Brandsen – miasto w Argentynie, położone w północnej-wschodniej części prowincji Buenos Aires.

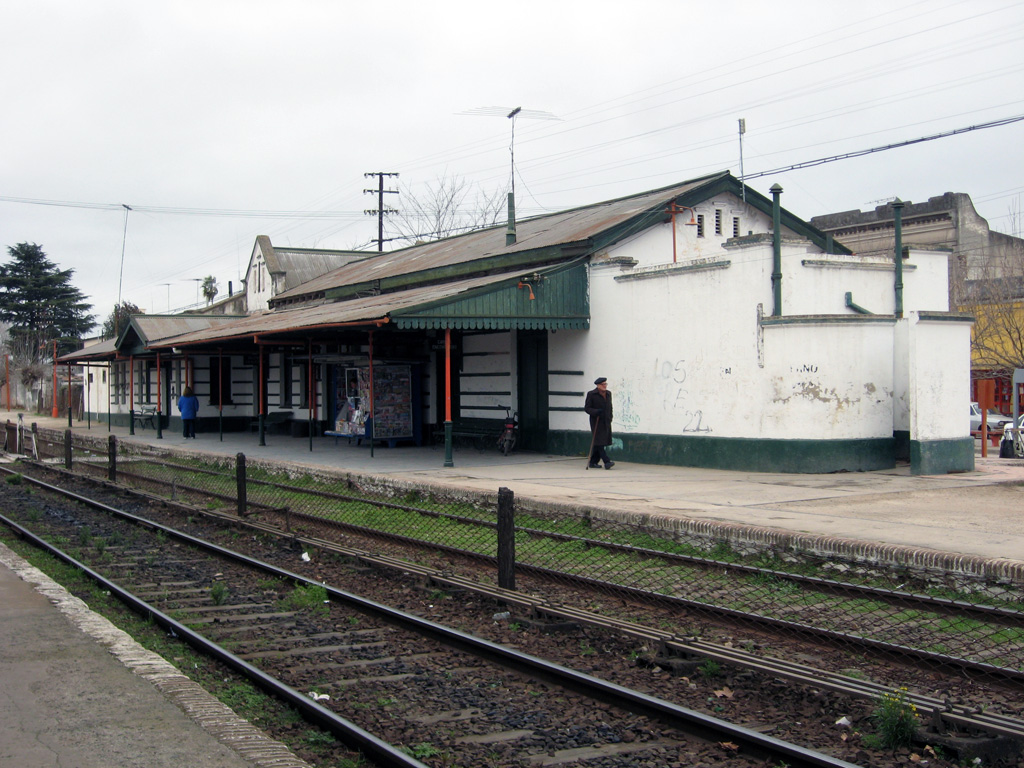
Stacja kolejowa Coronel Brandsen

## Opis
Miejscowość została założona w 1876 roku, węzeł drogowy-RP29, RP210 i RP215, przez miasto przebiega linia kolejowa. Patronem miasta jest Święta Ryta z Cascii.